# Chợ

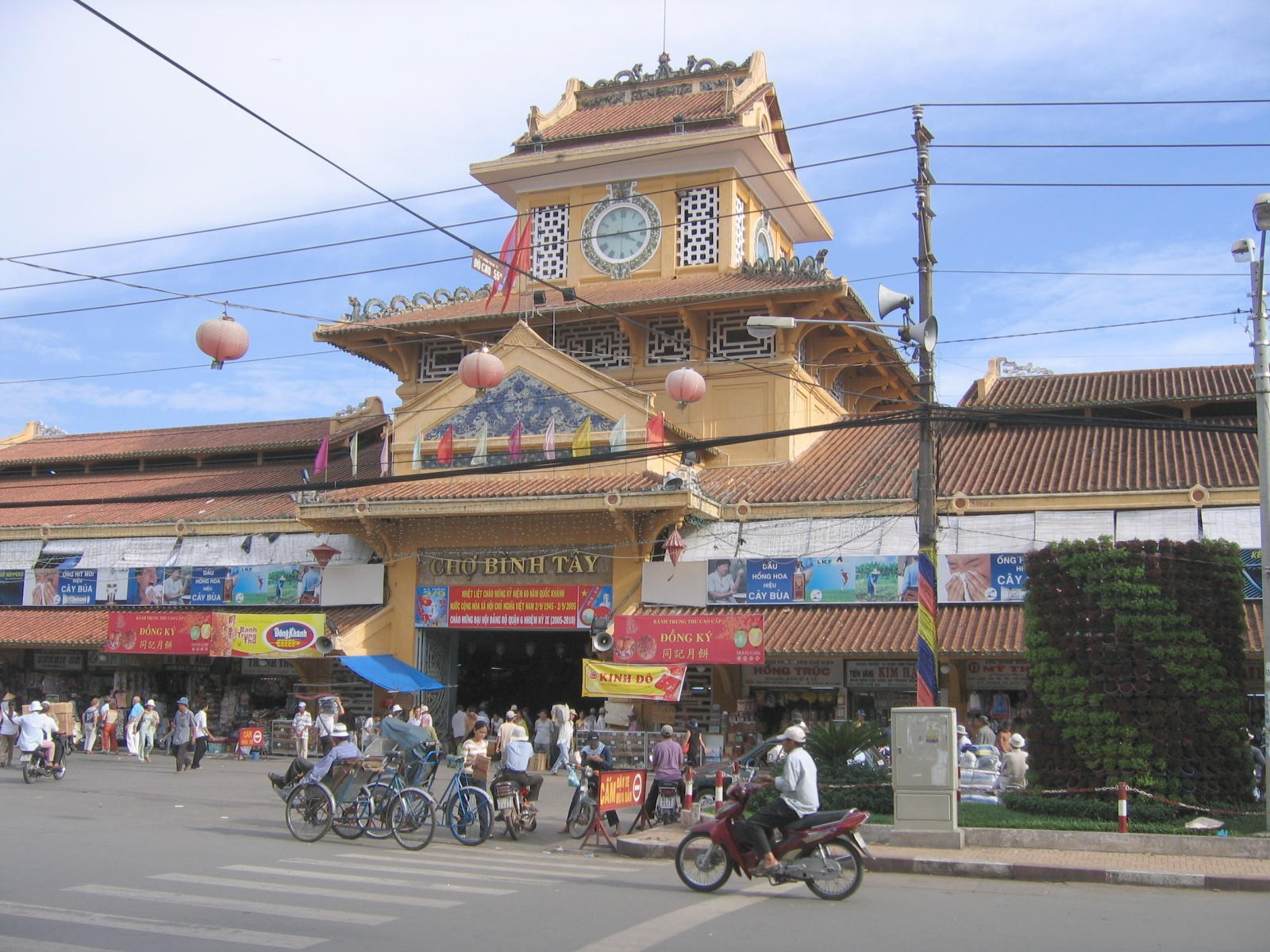
Chợ Bình Tây, Thành phố Hồ Chí Minh

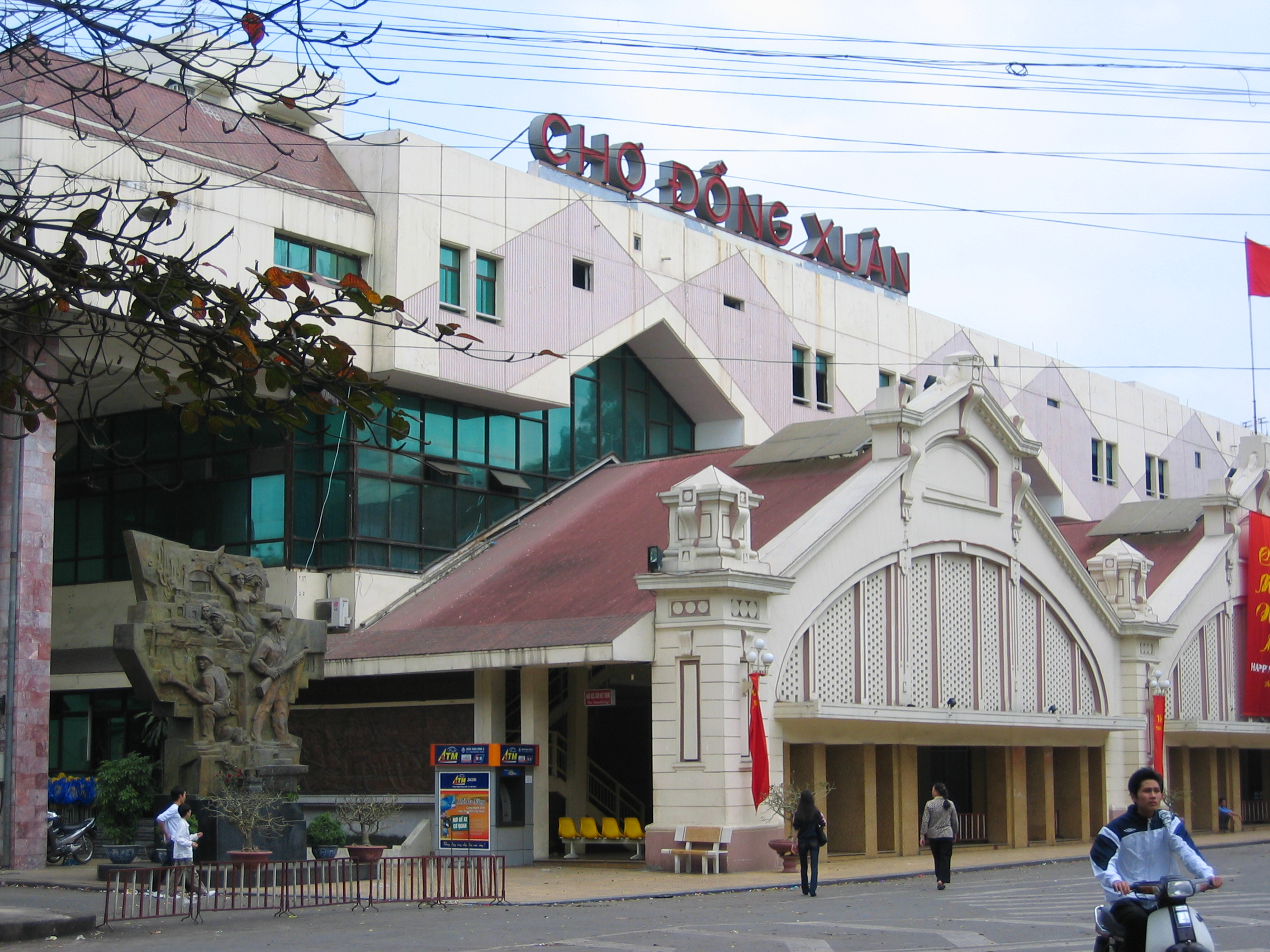
Chợ Đồng Xuân, Hà Nội

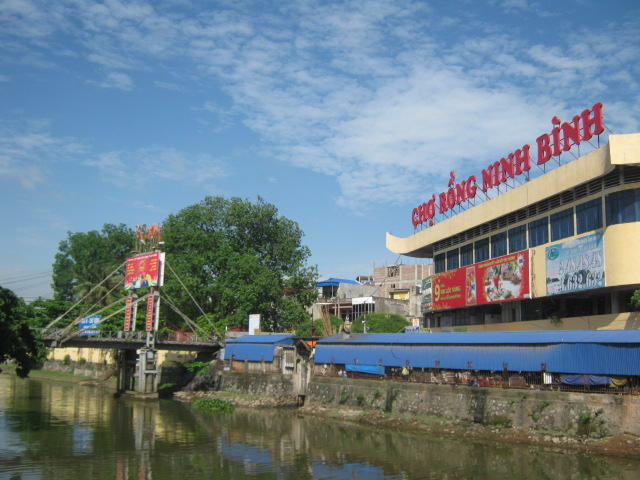
Chợ Rồng, Ninh Bình

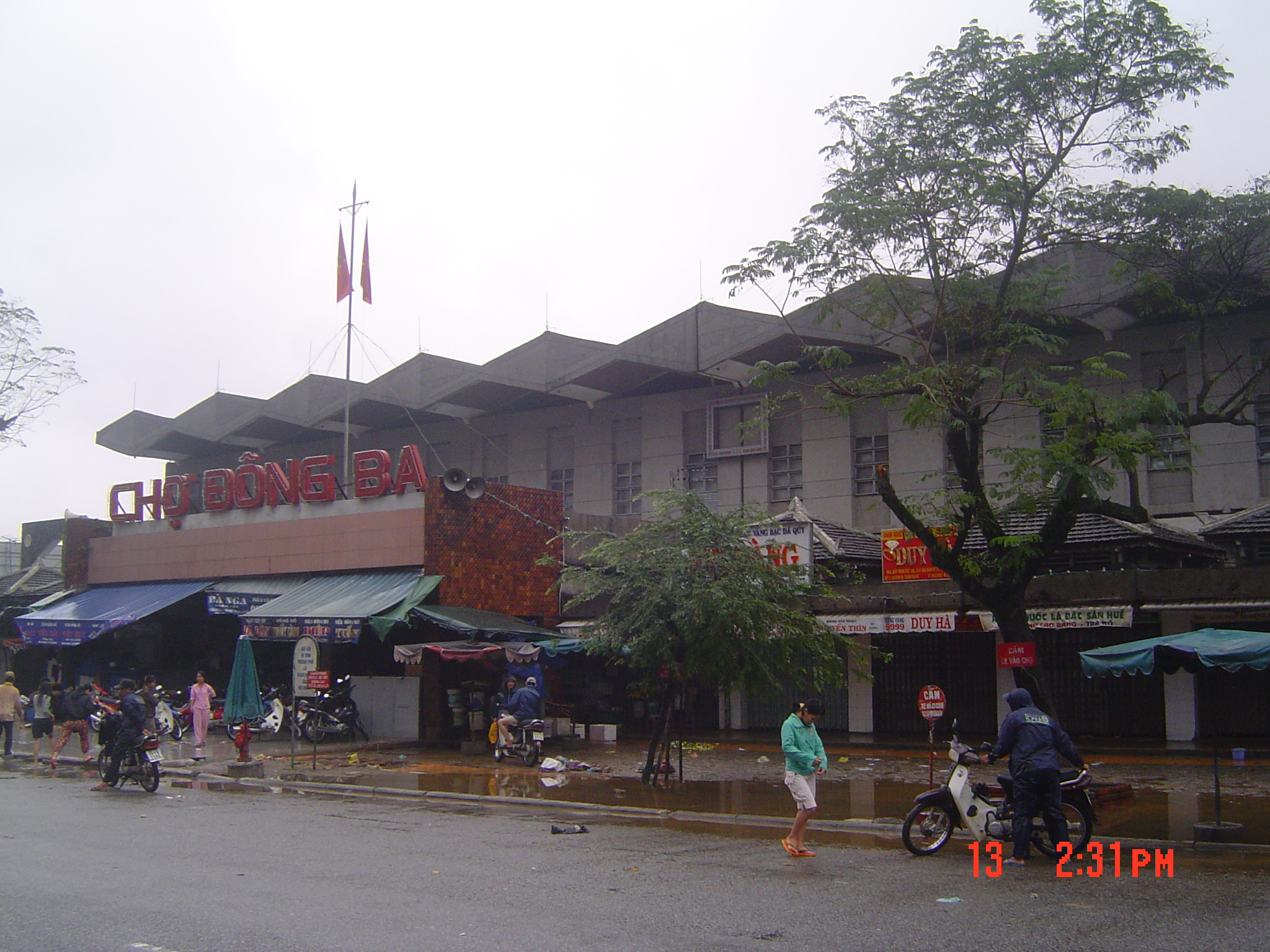
Chợ Đông Ba, Huế

Chợ là nơi mà diễn ra hoạt động mua bán, trao đổi hàng hóa và dịch vụ bằng tiền tệ hoặc hiện vật (hàng đổi hàng). Đây cũng có thể là nơi diễn ra các hoạt động nghiên cứu, giới thiệu, quảng cáo, tiếp thị sản phẩm - dịch vụ. Tại chợ mọi người có thể kết nối, hợp tác, chia sẻ với nhau để đạt được các lợi ích chung, hình thành các mối quan hệ về văn hóa, xã hội & kinh tế.

## Lịch sử
Chợ ra đời từ rất sớm trong lịch sử loài người, khi mà con người đã sản xuất được hàng hóa nhiều hơn nhu cầu của họ, nên phải mang nó đi trao đổi với người khác để lấy một loại hàng hóa nào đó.
Thuở ban đầu, chợ chủ yếu là nơi để mọi người trao đổi sản phẩm dư thừa với nhau, dựa trên một thước đo là sự thỏa thuận của hai bên. Về sau cùng với sự ra đời của tiền tệ thì chợ không chỉ là nơi trao đổi mà diễn ra việc mua và bán hàng hóa - một bên là những người có sản phẩm sẽ đem ra để bán, còn một bên là khách hàng dùng tiền để mua các sản phẩm cần thiết cho mình hoặc các sản phẩm để đem bán lại.

## Cấu trúc
Với các chợ nhỏ thì cấu trúc rất đơn giản, có thể là một bãi trống mà những người bán hàng ngồi thành từng dãy với những sản phẩm đặc thù.
Với các chợ lớn, hiện đại thì cấu trúc khá phức tạp. Mỗi chợ có thể gồm nhiều khu vực riêng biệt, mỗi khu vực lại có những dãy gồm nhiều gian hàng khác nhau.
Ngày nay chợ còn được hiểu rộng hơn đó là thị trường.

## Chức năng
Chức năng chính của chợ là nơi diễn ra hoạt động mua bán hay trao đổi các sản phẩm, hàng hóa khác nhau. Hàng hóa trong chợ rất đa dạng, từ những loại sản phẩm dùng trong cuộc sống hàng ngày của mỗi người đến các chủng loại sản phẩm khác.
Chợ kinh doanh theo kiểu vừa bán sỉ, vừa bán lẻ nên lượng khách thường đông vào các ngày cuối tuần. Những năm gần đây do đầu tư hàng loạt các cửa hàng, siêu thị xung quanh chợ và đặc biệt là khu vực chợ tự phát trên các tuyến đường. Mặc dù các cấp chính quyền nơi đây đã tích cực giải toả song các tuyến đường này vẫn tụ tập hoạt động vào buổi chiều tối, đã ảnh hưởng đến sức mua của các hàng trong chợ. Bên cạnh đó, thói quen của tiểu thương thường nói thách quá cao, lôi kéo khách hàng, lấn chiếm diện tích lối đi đã ảnh hưởng không nhỏ đến hiệu quả kinh doanh, kể cả an ninh trật tự tại khu vực chợ.

## Vị trí
Do chức năng của nó, cho nên chợ thường được hình thành và xây dựng tại những nơi đông dân cư, thường là những nơi là trung tâm, đầu mối giao thông.
Mỗi chợ thường bao gồm nhiều dãy gian hàng khác nhau. Mỗi gian hàng có thể bày bán một loại hàng khác nhau hoặc tất cả các gian hàng trong chợ cùng bán một thể loại hàng giống nhau (điện tử, gốm sứ, đồ dân dụng, rau củ quả...). Ngoài ra, chợ còn có chức năng trung chuyển các loại hàng hóa khác nhau.